# K201 유탄발사기
K201 유탄발사기는 대한민국군이 채택한 K2 소총에 장착하여 사용하는 유탄발사기이다. 미국의 M203 유탄발사기를 기본모델로 하여 한국형으로 설계한 화기이다. 일반적인 유탄발사기가 그렇듯이 단발 사격만 가능하며, 비교적 근거리의 인원 밀접지역에 유탄을 투하하여 큰 피해를 주기 위한 화기이다. 가늠자는 1정당 2개의 가늠자가 달려 있는데, 사다리형 가늠자는 200m 이내의 돌연표적을 조준하는 근거리용이고 호형 가늠자는 시간적 여유가 있고 정확한 사격이 필요할 때 조준하는 장거리용이다. K2 소총, K3 기관총과 더불어 대표적인 한국형 보병분대급 운용화기이다. K11 복합형소총의 도입으로 퇴역할 예정이었으나 2019년 K11의 도입이 취소되면서 현재도 사용되고 있다.

## K4 유탄발사기의 탄환 사용여부
일단 비슷하거나 똑같은 탄이라도 이 유탄발사기에서 사용하는 유탄 종류는 저속유탄이다. K4의 탄환은 고속유탄이기 때문에 소총 아래에 고속유탄을 넣고 발사하면 사수가 부상을 입거나 심한경우 사망할 수 있다. 또한 탄환 규격역시 맞지 않는다.

## 갤러리

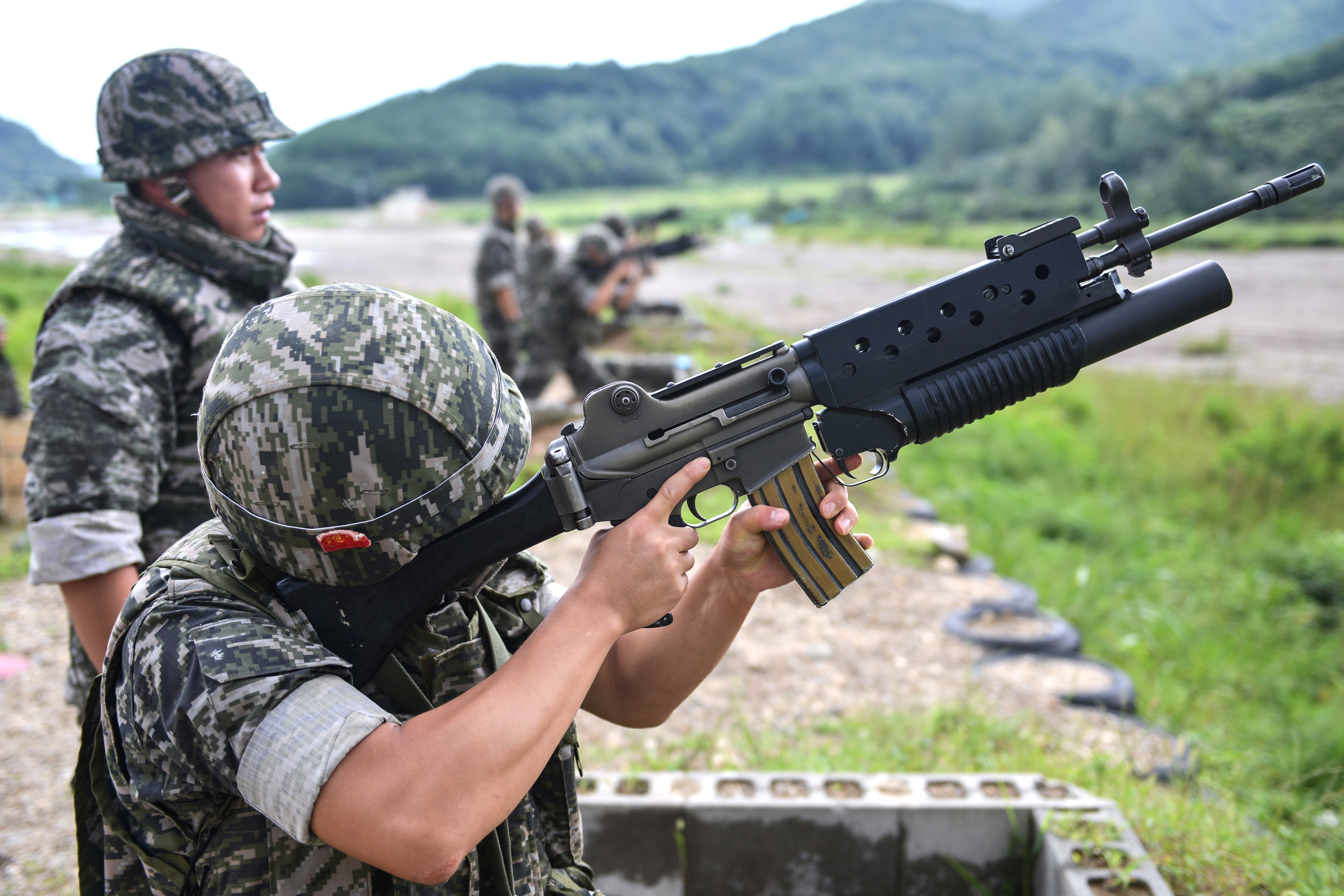
해병대 K2 소총에 장착 된 K201의 사격 자세를 취하고 있다.
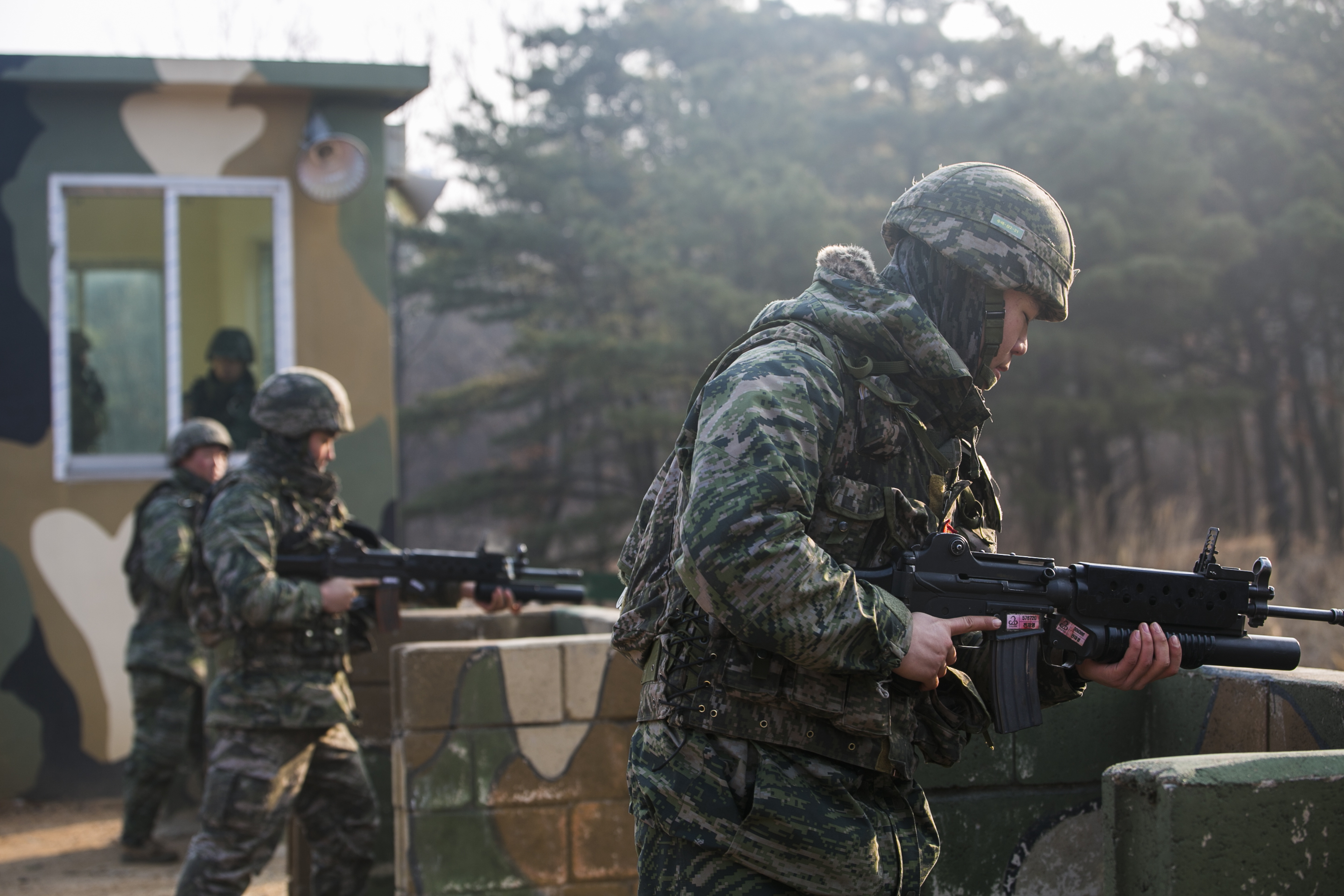
연습에서 K2 소총에 장착 된 K201 유탄 발사기를 취급하는 대한민국 육군의 군인.
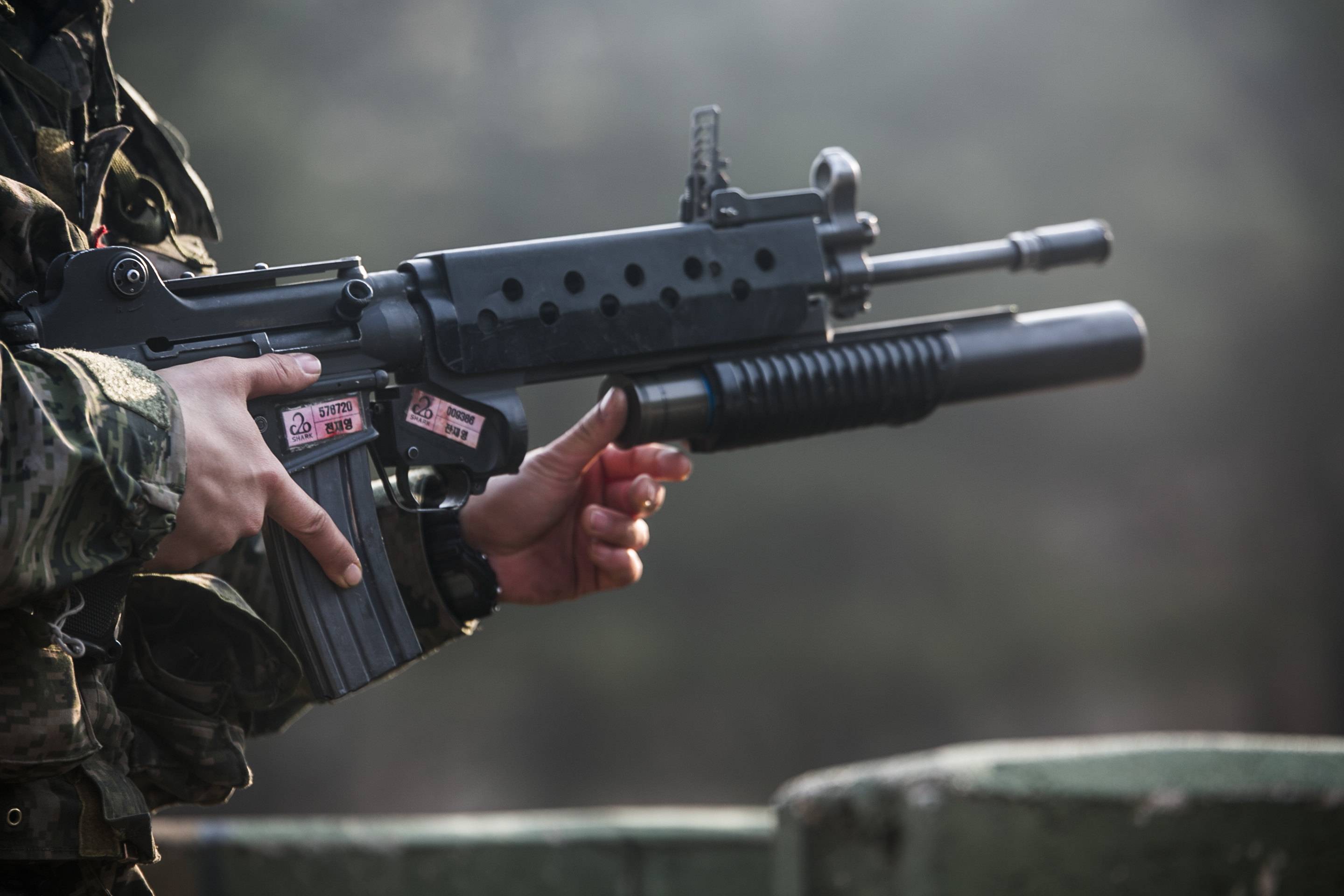
유탄 장전을 하는 모습
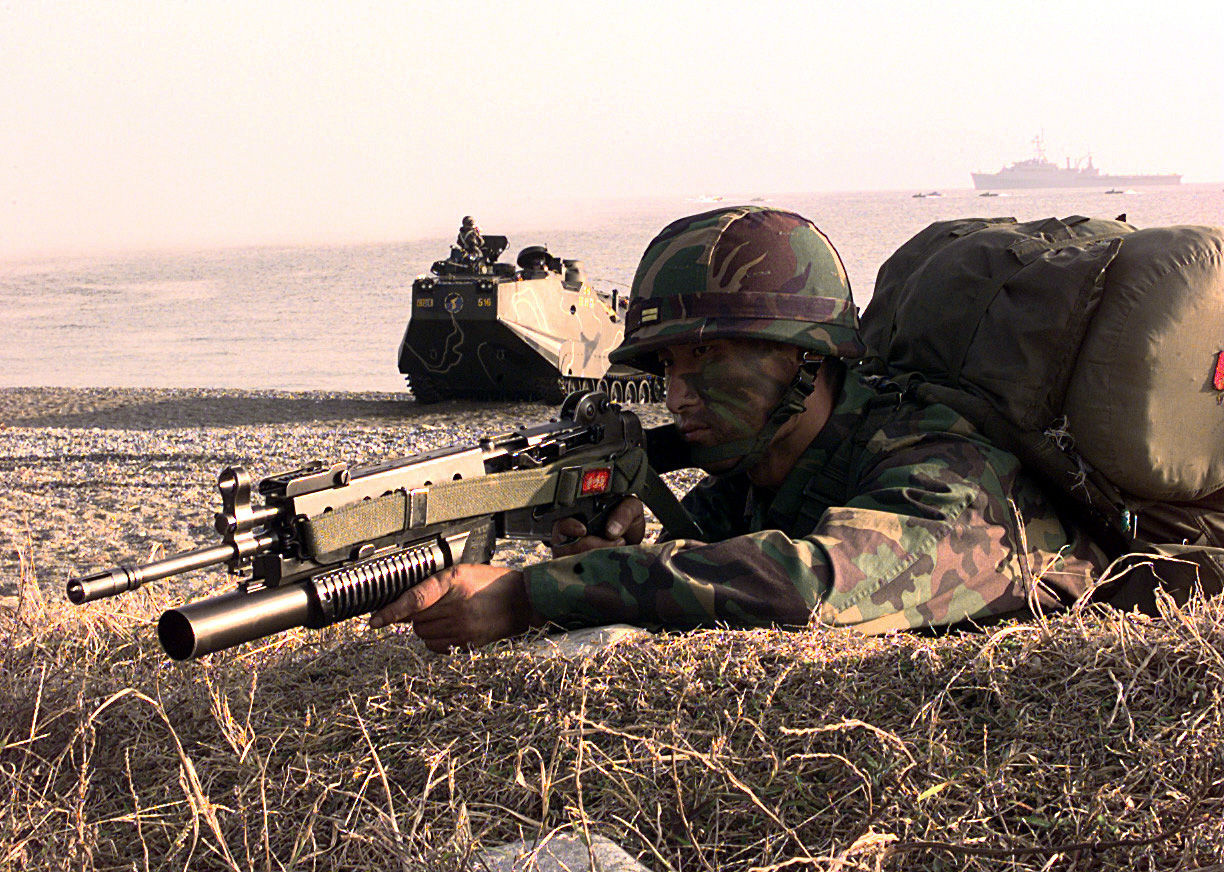
상륙 훈련 중인 대한민국 해병대원. K201 유탄발사기가 장착된 K2 소총을 가지고 있다.
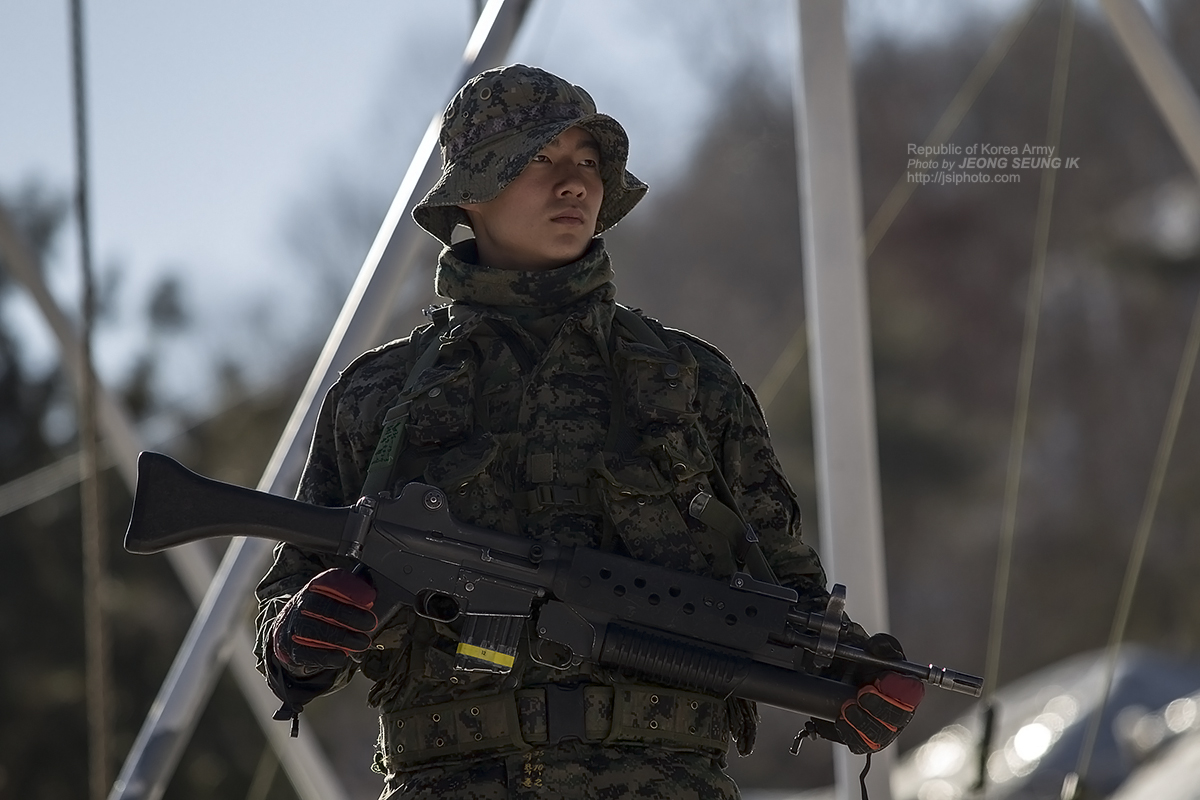
훈련 중인 특전사.

## 같이 보기
- M203 유탄발사기